# Monogamia em série
A monogamia em série é caracterizada por uma série contínua de relacionamentos sexuais exclusivos de longa ou curta duração, que surgem, consecutivamente, durante a vida. No uso comum, os dois parceiros não precisam ser casados, mas podem se envolver em um relacionamento sério. Este comportamento é uma variante da monogamia, na qual um dado indivíduo possui, somente, um parceiro sexual durante toda sua vida. Este comportamento é, por vezes, referido como uma forma, ou um substituto, da poligamia. Esta prática, inerentemente, exclui a prática de ter múltiplos parceiros sexuais simultâneos; entretanto, as pessoas, às vezes, "traem" seus parceiros. Este ato vai contra o princípio da monogamia.